# Лиманске
 Тази статия е за селището в Роздилнянски район, Украйна.  За селото в Ренийски район вижте Лиманске (Ренийски район).  
Лиманске (на украински: Лиманське) е селище от градски тип в Южна Украйна, Роздилнянски район на Одеска област. Основано е през 1798 година. Населението му е около 7385 души.